# モーニング (アルバム)
『モーニング』は、1979年5月1日にCBS・ソニーから発売された、岸田智史（現・敏志）の4枚目のオリジナル・アルバム。

## 概要
ヒット曲「きみの朝」を収録。60万枚を超すセールスを記録するなど、2週間にわたってシングル・アルバム同時に1位を獲得した。
1979年に創刊された『オリコン全国ヒット速報（現：オリ★スタ）』創刊号（1979年8月6日号、「00号」）の週間アルバム（LP）チャート1位。ちなみに週間シングルチャート1位はさだまさしの「関白宣言」だった。

## 収録曲
- 全作曲:岸田智史

### Side:A
1. きみの朝 - 4分19秒
  - 作詞:岡本おさみ/編曲:大村雅朗
  - TBS系TVドラマ『愛と喝采と』挿入歌。
2. ガール - 3分56秒
  - 作詞:岡本おさみ/編曲:萩田光雄
3. 昨日をとり戻せ! - 3分34秒
  - 作詞:岸田智史/編曲:大村雅朗
4. 約束の日 - 3分51秒
  - 作詞:藤村渉/編曲:大村雅朗
  - TBS系スペシャルドラマ『あめゆきさん』挿入歌[1]
5. きらめいた海 - 4分11秒
  - 作詞:岸田智史/編曲:萩田光雄

### Side:B
1. つづれおり - 3分12秒
  - 作詞:岸田智史/編曲:川村栄二
  - NHKドラマ『極楽家族』挿入歌
2. 淋しい - 2分54秒
  - 作詞:岸田智史/編曲:萩田光雄
3. コーヒーシュガーと煙草のけむり - 3分17秒
  - 作詞:岸田智史/編曲:萩田光雄
4. 泣き笑い - 3分50秒
  - 作詞:岸田智史/編曲:大村雅朗
5. 冬の光 - 4分32秒
  - 作詞:岡本おさみ/編曲:萩田光雄

## 発売履歴
| 発売日        | レーベル          | 規格          | 規格品番   | 備考                               |
| ------------- | ----------------- | ------------- | ---------- | ---------------------------------- |
| 1979年5月1日  | CBS・ソニー       | LP            | 25AH-712   |                                    |
| 1991年5月15日 | Sony Records      | CD            | SRCL-1804  | CD選書シリーズ。                   |
| 2013年4月10日 | Sony Music Direct | Blue Spec CD2 | MHCL-30056 | 2013年デジタル・リマスタリング盤。 |
| 2013年5月15日 | Sony Music Direct | 音楽配信      |            | 2013年デジタル・リマスタリング盤。 |